# Teoría de conexiones funcionales
La teoría de conexiones funcionales (TCF) es un marco matemático diseñado para la interpolación funcional. Introduce un método para derivar un funcional capaz de transformar problemas de optimización con restricciones en problemas equivalentes sin restricciones. Esta transformación permite la aplicación de la TCF a diversos problemas matemáticos, incluida la resolución de ecuaciones diferenciales. En este contexto, la interpolación funcional se refiere a la construcción de funcionales que siempre satisfacen las restricciones dadas, sin importar la expresión de la función interna (libre).

## De la interpolación a la interpolación de funcionales
Para proporcionar un contexto general para la TCF, considere un problema de interpolación genérico que involucra {\displaystyle n} restricciones, como una ecuación diferencial sujeta a un problema de valores limite. Independientemente de la ecuación diferencial, estas restricciones pueden ser consistentes o inconsistentes. Por ejemplo, en un problema sobre el dominio {\displaystyle {\mathcal {D}}:(0,1)\cup (0,1)}, las restricciones {\displaystyle f_{1}(x,0)=1+x} y {\displaystyle f_{2}(0,y)=2-y} son inconsistentes, ya que producen valores diferentes en el punto compartido {\displaystyle (0,0)} . Si las {\displaystyle n} restricciones son consistentes, se puede construir una función que interpole estas restricciones seleccionando {\displaystyle n} funciones de soporte linealmente independientes, como los monomios, {\displaystyle \{1,x,x^{2},\cdots ,x^{n-1}\}} . El conjunto de funciones de soporte elegido puede o no ser coherente con las restricciones dadas. El problema de la consistencia se aborda examinando casos de restricciones, interpolación e interpolación funcional, incluidos escenarios en los que las condiciones de contorno implican derivadas de cizallamiento y mixtas. Por ejemplo, las restricciones {\displaystyle y(-1)=y(+1)=0} y {\displaystyle {\dfrac {dy}{dx}}{\bigg |}_{x=0}=1} son incompatibles con las funciones de apoyo, {\displaystyle \{1,x,x^{2}\}}, como se puede comprobar fácilmente. Si las funciones de soporte son consistentes con las restricciones, el problema de interpolación puede resolverse, dando lugar a un interpolante—una función que satisface todas las restricciones. Elegir un conjunto diferente de funciones de soporte resultaría en un interpolante diferente. En principio, cuando se resuelve un problema de interpolación y se determina un interpolante inicial, todos los interpolantes posibles pueden generarse realizando el proceso de interpolación con cada conjunto distinto de funciones de soporte linealmente independientes consistentes con las restricciones. Sin embargo, este método es impráctico, ya que el número de posibles conjuntos de funciones de soporte es infinito.
Este desafío se abordó mediante el desarrollo del TCF, un marco analítico para realizar interpolación funcional introducido por Daniele Mortari en la Universidad Texas A&M .  El enfoque implica construir un modelo funcional {\displaystyle f{\big (}\mathbf {x} ,g(\mathbf {x} ){\big )}} que satisface las restricciones dadas para cualquier expresión arbitraria de {\displaystyle g(\mathbf {x} )}, denominada función libre. Este funcional, conocido como funciónal restringido, proporciona una representación completa de todos los interpoladores posibles. Variando {\displaystyle g(\mathbf {x} )}, es posible generar todo el conjunto de interpolantes, incluidos aquellos que son discontinuos o parcialmente definidos.

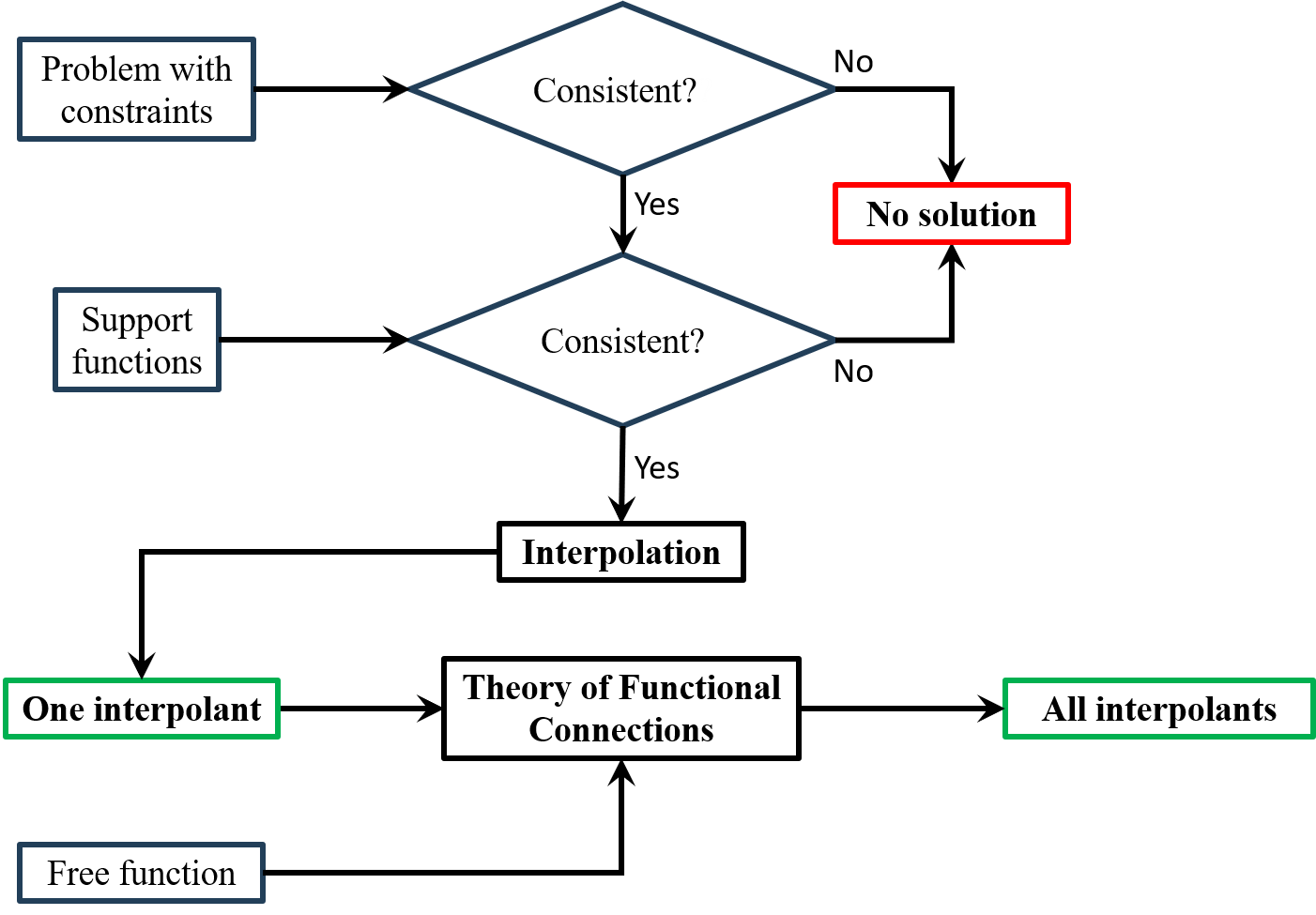
Diagrama de flujo de funciones e interpolación de funcionales

La interpolación de funciones produce una única función interpolante, mientras que la interpolación funcional genera una familia de funciones interpolantes representadas a través de un funcional. Este funcional define el subespacio de funciones que satisfacen inherentemente las restricciones dadas, reduciendo efectivamente el espacio de soluciones a la región donde se encuentran las soluciones del problema de optimización con restricciones. Al emplear estos funcionales, los problemas de optimización con restricciones pueden reformularse como problemas sin restricciones. Esta reformulación permite métodos de solución más simples y eficientes, mejorando a menudo la precisión, robustez y fiabilidad. Dentro de este contexto, la Teoría de Conexiones Funcionales (TCF) proporciona un marco sistemático para transformar problemas con restricciones en problemas sin restricciones, simplificando así el proceso de solución.
La TCF aborda restricciones univariantes que involucran puntos, derivadas, integrales y cualquier combinación lineal de estos.  La teoría también se extiende para acomodar restricciones infinitas y multivariantes, y se aplica a la resolución de ecuaciones ordinarias, parciales e integro-diferenciales. La versión univariante de la TCF puede expresarse en una de las siguientes dos formas:
{\displaystyle {\begin{cases}f{\big (}x,g(x){\big )}=g(x)+\displaystyle \sum _{j=1}^{n}\eta _{j}{\big (}x,g(x){\big )}\,s_{j}(x)\\f{\big (}x,g(x){\big )}=g(x)+\displaystyle \sum _{j=1}^{n}\phi _{j}{\big (}x,\mathbf {s} (x){\big )}\,\rho _{j}{\big (}x,g(x){\big )},\end{cases}}}
dónde {\displaystyle n} representa el número de restricciones lineales, {\displaystyle g(x)} es la función libre, y {\displaystyle s_{j}(x)} son {\displaystyle n} funciones de soporte linealmente independientes y definidas por el usuario. Los términos {\displaystyle \eta _{j}(x,g(x))} son los coeficientes funcionales, {\displaystyle \phi _{j}(x)} son funciones de conmutación (que toman un valor de 1 cuando se evalúan en su respectiva restricción y 0 en otras restricciones), y {\displaystyle \rho _{j}{\big (}x,g(x){\big )}} son funcionales de proyección que expresan las restricciones en términos de la función libre.

## Un ejemplo racional
Para mostrar cómo TFC generaliza la interpolación, considere las restricciones, {\displaystyle {\dot {y}}(x_{1})={\dot {y}}_{1}} y {\displaystyle {\dot {y}}(x_{2})={\dot {y}}_{2}} . Una función de interpolación que satisface estas restricciones es,
{\displaystyle f_{a}(x)={\dfrac {x(2x_{2}-x)}{2(x_{2}-x_{1})}}\,{\dot {y}}_{1}+{\dfrac {x(x-2x_{1})}{2(x_{2}-x_{1})}}\,{\dot {y}}_{2},}
como se puede comprobar fácilmente. Debido a esta propiedad de interpolación, la derivada de la función,
{\displaystyle \delta (x)=g(x)-{\dfrac {x(2x_{2}-x)}{2(x_{2}-x_{1})}}\,{\dot {g}}(x_{1})-{\dfrac {x(x-2x_{1})}{2(x_{2}-x_{1})}}\,{\dot {g}}(x_{2}),}
desaparece en {\displaystyle x_{1}} y {\displaystyle x_{2}}, para cualquier función, {\displaystyle g(x)} . Por lo tanto, añadiendo {\displaystyle \delta (x)} a {\displaystyle f_{a}(x)}, se obtiene un funcional que todavía satisface las restricciones,
{\displaystyle f{\big (}x,g(x){\big )}=f_{a}(x)+\delta (x)={\dfrac {x(2x_{2}-x)}{2(x_{2}-x_{1})}}\,{\dot {y}}_{1}+{\dfrac {x(x-2x_{1})}{2(x_{2}-x_{1})}}\,{\dot {y}}_{2}+g(x)-{\dfrac {x(2x_{2}-x)}{2(x_{2}-x_{1})}}\,{\dot {g}}(x_{1})-{\dfrac {x(x-2x_{1})}{2(x_{2}-x_{1})}}\,{\dot {g}}(x_{2}),}

No importa qué {\displaystyle g(x)} es. Debido a esta propiedad, esta función se denomina función restringida . El requisito clave para que el funcional {\displaystyle f{\big (}x,g(x){\big )}} funcione como está previsto es que los términos {\displaystyle {\dot {g}}(x_{1})} y {\displaystyle {\dot {g}}(x_{2})} esten finidos. Una vez cumplida esta condición, lel funcional {\displaystyle f{\big (}x,g(x){\big )}} es libre de tomar cualquier valor arbitrario más allá de las restricciones especificadas, gracias a la infinita flexibilidad proporcionada por {\displaystyle g(x)}. 

Ejemplo: una animación funcional restringida univariante que utiliza dos restricciones absolutas y una restricción relativa.

Es importante destacar que esta flexibilidad no se limita a las restricciones específicas elegidas en este ejemplo. Más bien, se aplica universalmente a cualquier conjunto de restricciones. Esta universalidad ilustra cómo TCF realiza la interpolación de funcionales: construye una función que satisface las restricciones dadas y al mismo tiempo permite una completa libertad de comportamiento en otras partes a través de la elección de {\displaystyle g(x)} . En esencia, este ejemplo demuestra que la función restringida {\displaystyle f{\big (}x,g(x){\big )}} captura todas las funciones posibles que cumplen las restricciones dadas, mostrando el poder y la generalidad de TCF en el manejo de una amplia variedad de problemas de interpolación.

## Aplicaciones del TFC
La TCF se ha extendido y empleado en varias aplicaciones, incluido su uso en problemas de derivadas mixtas y de tipo cortante, el análisis de operadores fraccionarios,  la determinación de geodésicas para problemas de valores limite en espacios curvos,  y la contribución a los métodos de continuación .   Además, la TCF se ha aplicado al control óptimo indirecto,   al modelado de cinética química rígida,  y al estudio de la dinámica epidemiológica.  También ha demostrado potencial en programación no lineal  y mecánica estructural   y transferencia radiativa, entre otras áreas. Una caja de herramientas de TCF eficiente y gratuita está disponible en https://github.com/leakec/tfc .
De particular interés es la aplicación de TCF en redes neuronales, donde se ha demostrado una eficiencia excepcional,   especialmente al abordar problemas de alta dimensión y al mejorar el rendimiento de redes neuronales basadas en la física  al eliminar de manera efectiva las restricciones del proceso de optimización, un desafío que las redes neuronales tradicionales a menudo tienen dificultades para abordar. Esta capacidad mejora significativamente la eficiencia y la precisión computacional, lo que permite resolver problemas complejos con mayor facilidad. La TCF se ha empleado con redes neuronales basadas en la física y técnicas de regresión simbólica  para el descubrimiento físico de sistemas dinámicos .  

## Diferencia con los métodos espectrales
A primera vista, TCF y los métodos espectrales pueden parecer similares en su enfoque para resolver problemas de optimización restringida . Sin embargo, existen dos distinciones fundamentales entre ellos:
- Representación de soluciones: Los métodos espectrales representan la solución como una suma de funciones base, mientras que la TCF representa la función libre como una suma de funciones base. Esta distinción permite que la TCF satisfaga analíticamente las restricciones, mientras que los métodos espectrales tratan las restricciones como datos adicionales, aproximándolas con una precisión que depende de los residuos.
- Enfoque computacional en problemas de valor límite: En problemas lineales de valor límite, las estrategias computacionales de los dos métodos difieren significativamente. Los métodos espectrales generalmente emplean técnicas iterativas, como el método de disparo, para reformular el problema como un problema de valor inicial, lo que lo hace más sencillo de resolver. Por el contrario, la TCF aborda directamente estos problemas a través de técnicas de mínimos cuadrados lineales, evitando la necesidad de procedimientos iterativos.

Ambos métodos pueden realizar la optimización utilizando el método de Galerkin, que garantiza que el vector residual sea ortogonal a las funciones base elegidas, o el método de colocación, que minimiza la norma del vector residual.

## Diferencia con la técnica de multiplicadores de Lagrange
El método de los multiplicadores de Lagrange es un enfoque ampliamente utilizado para imponer restricciones en un problema de optimización. Esta técnica introduce variables adicionales, conocidas como multiplicadores, que deben ser calculadas para imponer las restricciones. Mientras que el cálculo de estos multiplicadores es sencillo en algunos casos, puede ser desafiante o incluso prácticamente inviable en otros, lo que añade una complejidad significativa al problema. En contraste, la TCF no añade nuevas variables y permite la derivación de funcionales con restricciones sin enfrentar dificultades insuperables. Sin embargo, es importante señalar que el método de los multiplicadores de Lagrange tiene la ventaja de manejar restricciones de desigualdad, una capacidad que la TCF actualmente no posee.
Una limitación notable de ambos enfoques es su tendencia a producir soluciones que corresponden a óptimos locales en lugar de óptimos globales garantizados, especialmente en el contexto de problemas no convexos. En consecuencia, pueden ser necesarios procedimientos de verificación adicionales o métodos alternativos para evaluar y confirmar la calidad y validez global de la solución obtenida. En resumen, aunque la TCF no reemplaza completamente el método de los multiplicadores de Lagrange, sirve como una alternativa poderosa en casos donde el cálculo de los multiplicadores se vuelve excesivamente complejo o inviable, siempre que las restricciones se limiten a igualdades.